# Revolución neolítica

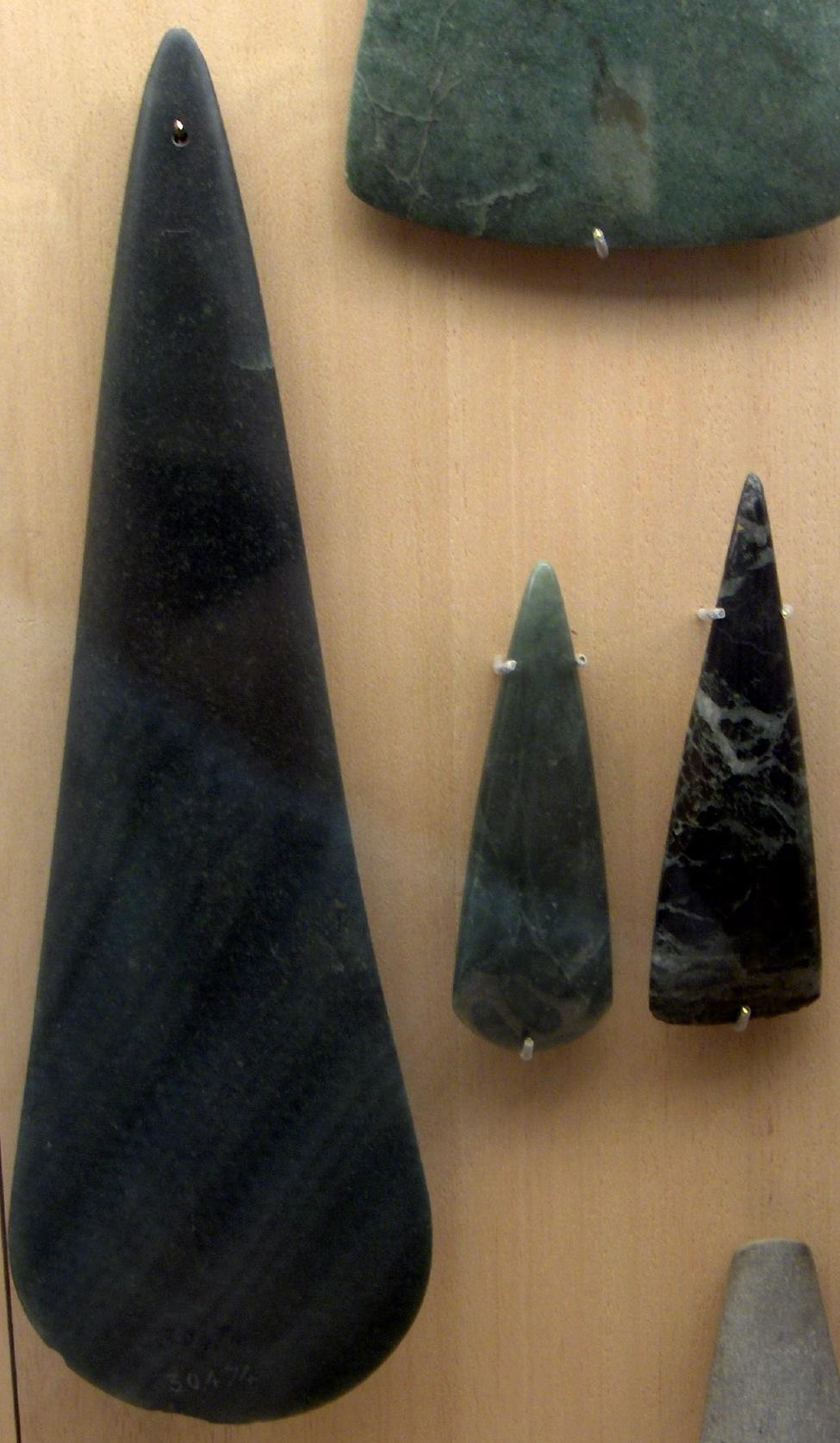
Hacha de piedra verde pulida.

La zona denominada Media Luna Fértil, origen de la Revolución Neolítica inicial, y posteriormente de las primeras civilizaciones históricas.

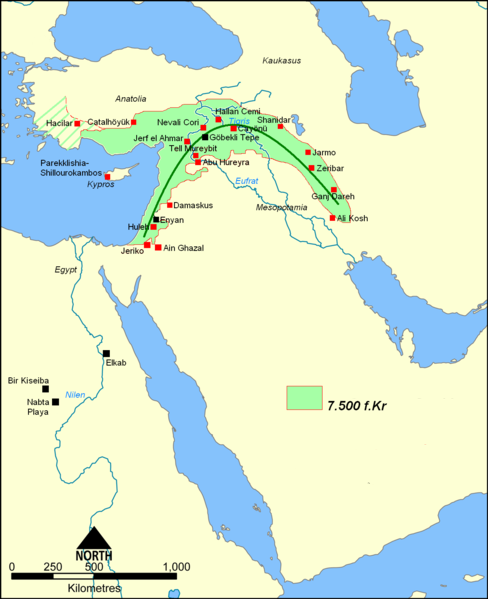
La zona más estrecha del Creciente Fértil donde se sitúan los
yacimientos neolíticos más tempranos, en torno al VIII milenio a. C..

Se denomina revolución neolítica a la primera transformación radical de la forma de vida de la humanidad, que pasó de nómada a sedentaria, al concretarse una economía productora basada en la agricultura y la ganadería. Esta expresión se debe a Vere Gordon Childe (1941).
Este proceso tuvo lugar hace aproximadamente más de 7000 años (VIII milenio a. C.) como respuesta a la crisis climática que se produce en el comienzo del Holoceno, tras la última glaciación, y que, en términos relacionados con la historia de la cultura, corresponde al paso del período Paleolítico (piedra antigua) al Neolítico (piedra nueva), y de ahí su nombre. En primer lugar, los cambios que vienen de señalarse afectaron a una amplia zona que, debido a su apariencia en el mapa, ha recibido el nombre de creciente fértil o media luna fértil, incluyendo desde la parte egipcia del valle del Nilo hasta Mesopotamia (el territorio entre los ríos Tigris y Éufrates), y también pasando por la franja costera del Levante mediterráneo y la región montañosa del sureste de Anatolia la actual Turquía. Dentro de esta zona, los lugares donde se han encontrado las pruebas arqueológicas más antiguas de neolitización, es decir, de la sustitución de la piedra tallada por la piedra pulida para la confección de armas y herramientas, no proceden precisamente de las llanuras aluviales de los grandes ríos, sino de yacimientos situados en una zona más estrecha en torno a ellos (Jericó o Chatal Huyuk). Ello no tiene nada de extraño, ya que en las llanuras aluviales del Nilo, del Tigris, y del Éufrates, la piedra es más escasa.
Años más tarde se produjeron cambios similares en la India (ríos Indo y Ganges) y en el Extremo Oriente (ríos Huang He y Yangtze en China). La expansión por el resto del Viejo Mundo (Europa, Asia y África) se produjo por difusión de estos primeros focos, aunque en algunas zonas se descubrió localmente la domesticación de animales o plantas autóctonas. De forma autónoma se produce la revolución neolítica en América, con los focos mesoamericano y andino. La difusión de la agricultura y la ganadería por Oceanía en algunos casos es simultánea a la ocupación humana (las migraciones de las islas del Pacífico eran tanto de los grupos humanos como de sus cultivos y ganado) y en otros los usos del suelo continuaron siendo muy arcaicos hasta la llegada de los europeos (aborígenes australianos, en su mayoría cazadores-recolectores, cuya ocupación del continente es muy antigua, quizá desde hace 40 000 años).
Las evidencias históricas y arqueológicas muestran que previamente a la revolución neolítica, los seres humanos en general no mostraban signos ni síntomas de enfermedades crónicas y que, coincidiendo con el desarrollo de la agricultura y la inclusión de los cereales en la dieta se produjo una serie de consecuencias negativas sobre la salud, muchas de las cuales continúan presentes en la actualidad. Entre ellas cabe destacar múltiples deficiencias nutricionales, tales como la anemia ferropénica, los trastornos minerales que afectan tanto a los huesos (osteopenia, osteoporosis, raquitismo) como a los dientes (hipoplasias del esmalte dental, caries dentales), y también una alta incidencia de trastornos neurológicos, así como las enfermedades psiquiátricas, la obesidad, la diabetes tipo 2, la ateroesclerosis, y otras enfermedades crónicas o degenerativas. Algo similar podría haber ocurrido con animales que fueron evolucionando paralelamente al hombre, conviviendo y compartiendo los cambios en los hábitos alimenticios, como los perros y los gatos domésticos.

## Teoría de los cambios ambientales para la introducción a la agricultura

Principales centros de desarrollo primario de la agricultura: este de Estados Unidos (4000–3000 AP), Mesoamérica (5000–4000 AP), Andes septentrionales (5000–4000 AP), África subsahariana (5000–4000 AP, ubicación exacta desconocida), Creciente Fértil (11000 AP), cuencas del Yangtsé y del río Amarillo (9000 AP) y tierras altas de Nueva Guinea (9000–6000 AP).

### Hipótesis del oasis segúnGordon Childe
Luego de muchos estudios, planteó una de las hipótesis más convincentes sobre el origen de la agricultura. Como se menciona en el texto de Redman, Los orígenes de la civilización desde los primeros agricultores hasta la sociedad urbana en el Próximo Oriente, "...Consideraba que el cultivo intencionado de plantas y la domesticación de animales constituyeron la mayor revolución económica posterior al control del fuego".
Gordon Childe propone la hipótesis del oasis, la cual hace referencia a una crisis climática que afectó negativamente a la agricultura naciente. La misma plantea que, a partir de esos cambios climáticos, más precisamente, en Próximo Oriente, y a finales de la última glaciación, se pasó de un clima húmedo y frío, a otro seco y caluroso. Esto produjo que los ríos se secaron, o disminuyeron su caudal, y por su parte, las praderas y los bosques comenzaron a convertirse en desiertos donde predominaban los suelos áridos. Por esto mismo, los seres vivos —como plantas, animales y seres humanos (cazadores-recolectores)— que habitaban en esas zonas, se vieron obligados a buscar un lugar más apto para la supervivencia. Por esa razón, en el caso de las plantas, sólo sobrevivían aquellas que se encontraban cerca de los ríos y los oasis. Lo mismo ocurrió con los animales, que tuvieron que permanecer cerca de los ambientes acuáticos. Aquellas áreas que aún contenían caudal de agua, sin duda eran los valles del Nilo, del Tigris, y del Éufrates, entre otros oasis que no se habían secado. 
Como el desierto fue avanzando, los hombres y los animales tuvieron que comenzar a convivir en zonas cada vez más reducidas. Los seres humanos, que también se vieron obligados a permanecer en las cercanías de los ríos y los oasis, observaron pues a los animales y las plantas de una manera más cercana, es decir, empezaron a convivir con ellos y analizar la forma en que se comportaban. De esta manera, se fueron dando cuenta de que tal vez podían domesticarlos o servirse de ellos de alguna forma. En los hechos, esto significó una relación simbiótica cada vez más estrecha, en la dependencia entre sí
de los animales y las plantas por un lado, y los seres humanos por otro lado.

## Terminología

### Sobre el término revolución
El término revolución es una de las categorías más utilizadas para describir procesos importantes, y no solo en las ciencias sociales, que no necesariamente tiene que ser un proceso brusco y violento: la Revolución francesa fue una revolución violenta, pero su trascendencia no fue por este hecho, sino por el desarrollo de una nueva forma de gobierno republicano (aunque ya había surgido en la Edad Antigua con características distintas) que dio origen al establecimiento de Constituciones que acabaron a mediano plazo con los regímenes absolutistas, al menos en Europa y parte de América. La identificación de una revolución industrial casi simultánea a la Revolución francesa es el precedente que permitió al historiador australiano extender el uso del término a un proceso ya no secular, sino milenario. Se suele considerar que Revolución Neolítica y Revolución Industrial han sido los dos cambios más trascendentales de la historia de la humanidad, y a pesar de no ser acontecimientos de cambio en el tiempo histórico de corto plazo, merecen el uso del término. Y en la actualidad, después de la segunda revolución industrial (La tercera ola de Alvin Toffler), una enorme revolución tecnológica y científica, no violenta en sí misma, ha venido a dotar a los seres humanos de una capacidad nunca vista para crecer y mejorar en el campo de la ciencia y la tecnología, que está cambiando aceleradamente nuestra percepción del mundo y de la historia. Así, para evitar la palabra «revolución» y sus implicaciones, tanto en lo temporal como en su carácter violento, o incluso para evitar comparaciones con el término evolución, algunos autores prefieren utilizar otros términos.
Sin embargo, el empleo de nombres distintos no le quita ningún grado de validez al empleo del término revolución, al menos en este caso.

### Sobre el término neolítico
«Neolítico» se utiliza como denominación de un periodo de la prehistoria definido en términos de cultura material. Académicamente se definía como el periodo en el que se encuentran útiles de piedra pulimentada, frente al paleolítico, en que los útiles eran de piedra tallada. Lógicamente, la integración de esta perspectiva de la tecnología lítica con el proceso descrito por Gordon Childe, y la comparación de lo que a partir de entonces se denomina modo de vida paleolítico (depredador) y el modo de vida neolítico (productor) pasó a ser un tema cultural y una de las tareas más importantes de la prehistoria y la arqueología como ciencias.

## Consecuencias
Las variaciones ligadas a la Revolución Neolítica significan un enorme salto en el desarrollo de la humanidad, la cual comenzó a crecer con mayor rapidez al comenzar a cosechar alimentos que podían conservarse durante bastante tiempo. La necesidad de conservar los alimentos generó el desarrollo de nuevas técnicas y artesanías como la cerámica, la cestería y muchas otras. La aparición de excedentes permitió la especialización y división del trabajo, la aparición del comercio, la acentuación de las diferencias sociales, y con el tiempo, el origen de la historia. Pero eso sería un proceso posterior denominado revolución urbana, también según la expresión de Gordon Childe.
Como revolución, la difusión de la agricultura también supuso consecuencias negativas:
- Alteración de los ecosistemas, que progresivamente se convierten en paisaje humanizado de tipo agrícola, ganadero y forestal (paisaje agrario).[12][14] Esa pérdida de diversidad biológica y simplificación de las cadenas tróficas, sometidas al gusto humano, tuvo a su vez una consecuencia muy interesante: para cada uno de los cultivos, la actividad de distintos grupos humanos a lo largo de todo el mundo durante milenios permitió una prolongada selección artificial de especies, que ha dado lugar a una enorme variabilidad genética en las semillas que en la actualidad se está perdiendo como consecuencia de la globalización, que impone procesos agrícolas y semillas estandarizadas, reducidas en número a las más demandadas por el mercado.[15][16][17] El peligro de desaparición de este patrimonio de la humanidad acumulado y conservado en las comunidades rurales dispersas por todo el mundo es objeto actualmente de la atención de programas internacionales de protección.[nota 3]
- Una alteración en los propios seres humanos, que condujo a un empeoramiento de las condiciones de vida por reducción de la variación de la dieta, a pesar de garantizar un suministro más continuo de comida. La mayoría de las poblaciones durante la revolución neolítica sufrían malnutrición crónica y debutó un gran número de enfermedades crónicas o degenerativas, que continúan presentes en la actualidad.[3][4][5][12] El sedentarismo y el aumento espectacular de la densidad de población también produjo peores condiciones sanitarias y endemizó las enfermedades. La presión de la selección natural sobre la especie humana, desde entonces y hasta hoy, ya no se efectúa en las mismas circunstancias que en los cientos de miles de años anteriores al posibilitarse la supervivencia y reproducción de individuos que con un modo de vida paleolítico no las habrían alcanzado.[cita requerida] La dinámica de poblaciones se vuelve enteramente distinta.[20]
- Las primeras civilizaciones urbanas surgen hacia el 3000 a. C. en diversos lugares de África y Asia: en los valles del Tigris y el Éufrates (Ur, Uruk), en el valle del Nilo (Menfis, Giza, Tebas, Abidos), en la llanura del valle del río Hoang-ho (Huixia, Anyang, Gaocheng), y en el valle del Indo (Harapa, Mohenjo-Daro).

## Especies vegetales
Los cereales fueron las especies vegetales decisivas para la Revolución Neolítica en la mayor parte del mundo, y siguen siendo la base de la alimentación humana en la actualidad. centeno, trigo y cebada son originarios de la zona del Creciente Fértil, aunque quizá no fueron las primeras especies vegetales en pasar de la recolección al cultivo (recientemente se han hallado frutos de higuera que demuestran una selección intencionada en la zona de Medio Oriente hace 11 400 años). Las legumbres, concretamente las lentejas, también tienen un cultivo muy antiguo, y algo menos los diferentes árboles frutales (cítricos —China—, manzanos, ciruelos) o los plátanos (Sureste de Asia). En la Amazonia la domesticación de especies vegetales se basó inicialmente en la mandioca amarga y comenzó hace unos 5000 años.

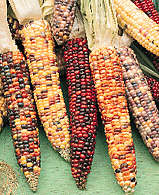
Mazorcas de maíz, originario de América Central.
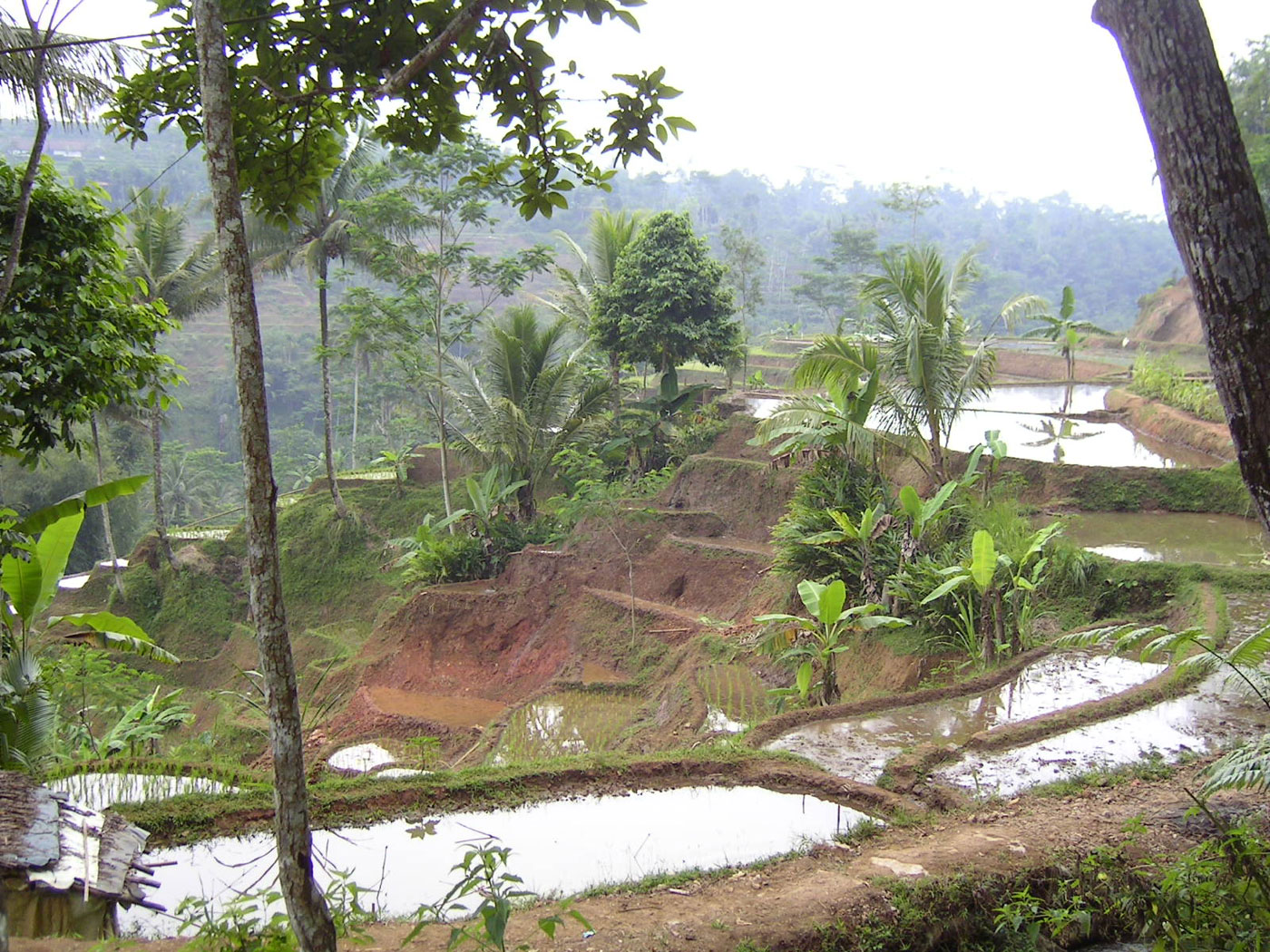
Campos de arroz en terrazas inundadas. Isla de Java
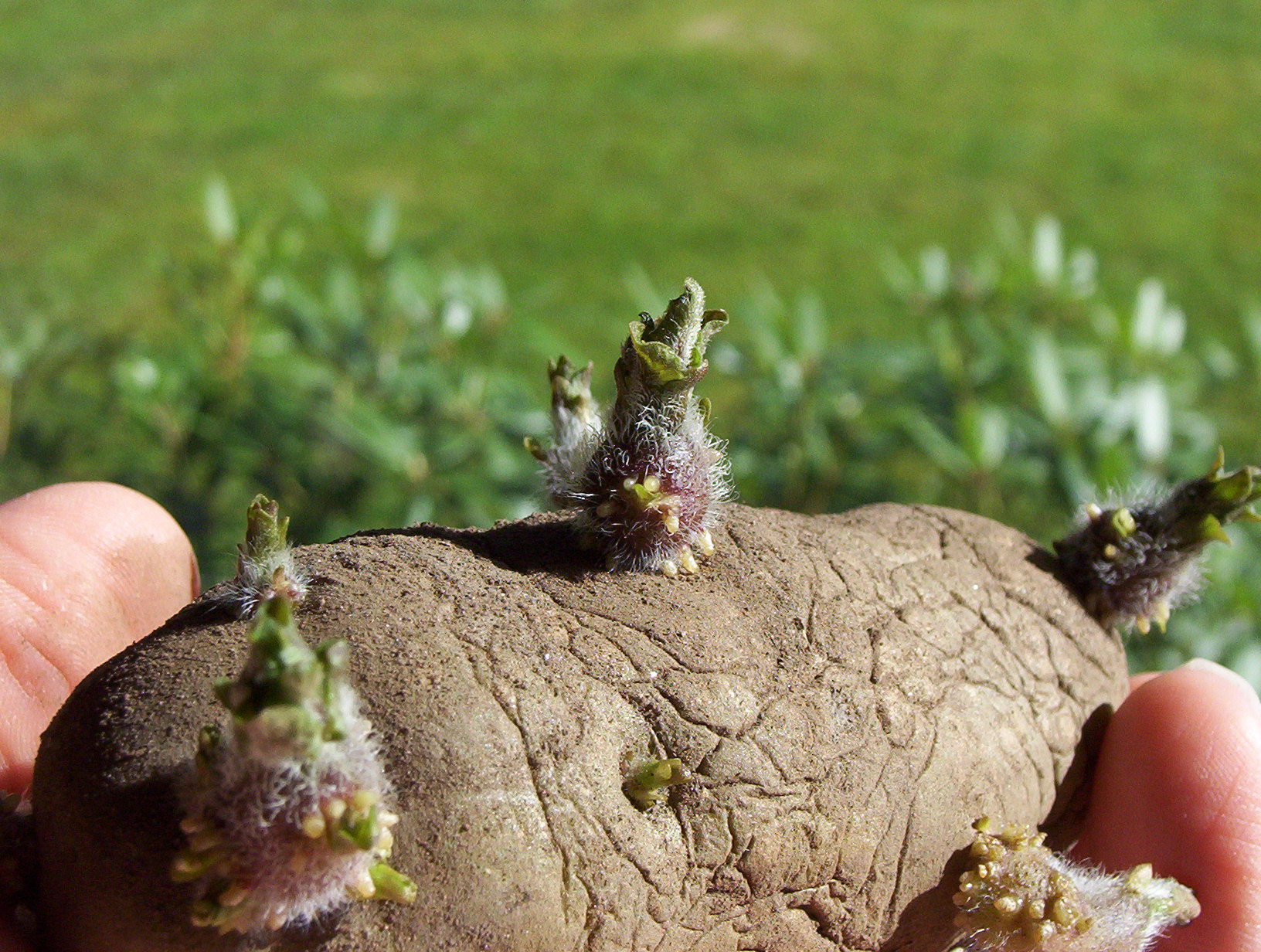
La patata, originaria de Sudamérica, es el cultivo no cerealista con mayor trascendencia.
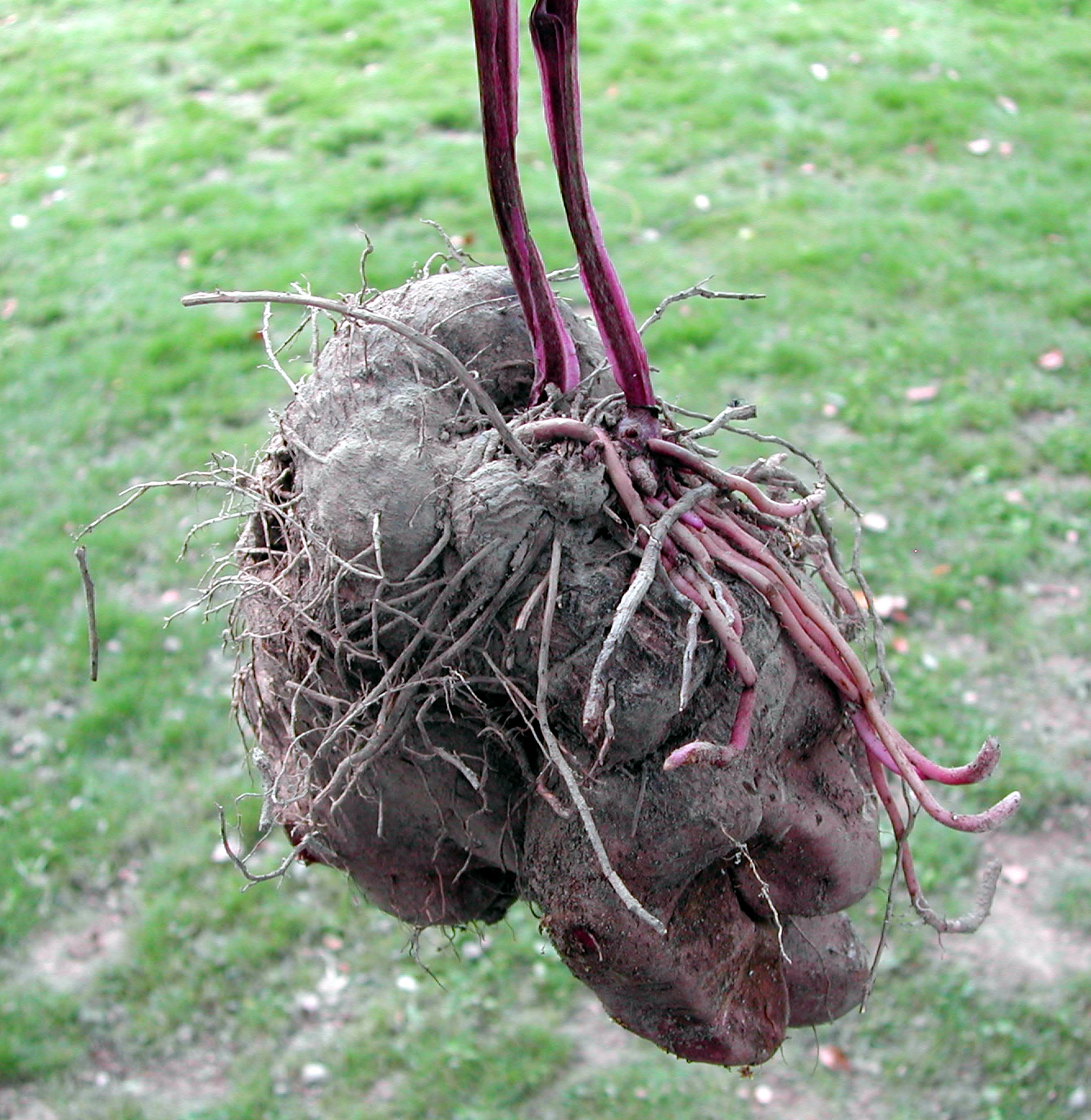
Otro tubérculo, el ñame, originó culturas agrícolas muy alejadas entre sí: en Asia, Nueva Guinea, África y América.
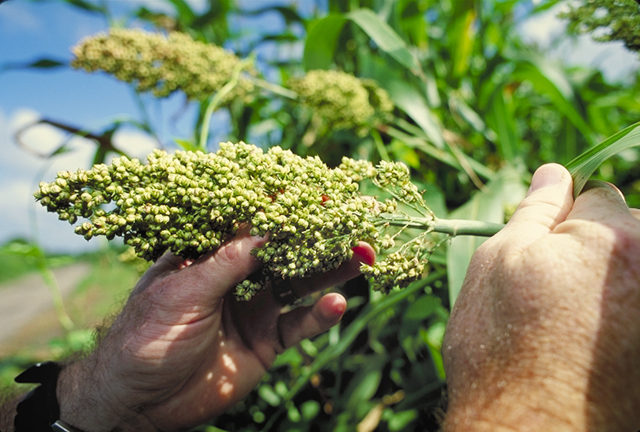
El sorgo fue el cereal más difundido en las antiguas agriculturas subsaharianas.
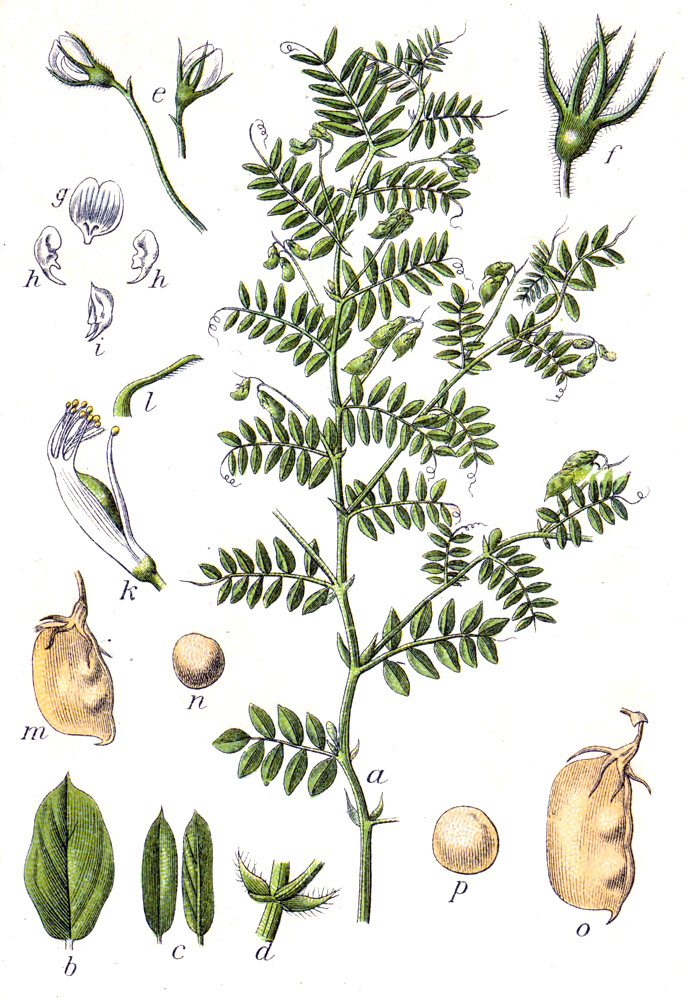
Lenteja, la principal legumbre del viejo mundo, en una ilustración botánica de 1796
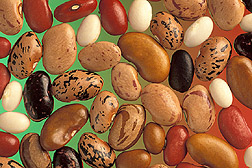
Distintas variedades de frijol o judía, la principal legumbre originariamente cultivada en el nuevo mundo

### Impacto sobre la salud de la inclusión de los cereales en la dieta
El ser humano pasó de una alimentación basada en la caza y la recolección a una dieta con un alto contenido en cereales. Este cambio drástico de la dieta se ha producido a un ritmo muy rápido en un plazo de tiempo muy corto desde el punto de vista evolutivo, puesto que la humanidad existe desde hace unos 2,5 millones de años y los cereales se introdujeron hace unos 10 000 años. No obstante, nuestro genoma y fisiología no se han modificado apenas durante los últimos 10 000 años y nada en absoluto en los últimos 40-100 años, dando como resultado una dieta "desadaptativa". Algunos autores opinan que esta hipótesis de la discordancia evolutiva ha proporcionado un marco teórico valioso, pero se trata de una visión incompleta que no refleja la flexibilidad, la variabilidad y la adaptabilidad en el comportamiento alimentario humano y la salud en el pasado y el presente.
La evidencia histórica y arqueológica muestra que, previamente a la revolución neolítica y el desarrollo de la agricultura, los seres humanos en general no mostraban signos ni síntomas de enfermedades crónicas. Diversos estudios etnológicos y arqueológicos revelan que coincidiendo con la inclusión de los cereales en la dieta, se produjo una serie de consecuencias negativas sobre la salud, entre las que destacan reducciones de la estatura, disminución de la esperanza de vida, aumento de las enfermedades infecciosas, de la mortalidad infantil, las enfermedades neurológicas y psiquiátricas, múltiples deficiencias nutricionales, incluyendo anemia ferropénica, trastornos minerales que afectan tanto a los huesos (raquitismo, osteopenia, osteoporosis) como a los dientes (hipoplasias del esmalte dental, aumento de las caries dentales), y otras deficienicas de minerales y vitaminas.
Parte de estos efectos negativos han sido compensados por el progreso de la higiene, el desarrollo de la Medicina y la complementación de las dietas basadas en cereales con otras fuentes de nutrientes, consiguiendo una reducción de la mortalidad infantil y una esperanza media de vida más larga. No obstante, la mayor parte de las consecuencias negativas continúa presente en la actualidad: el cambio de la alimentación basada en la caza y la recolección a las dietas con alto contenido en cereales y el estilo de vida civilizado, está asociado a la alta incidencia de la obesidad, la diabetes tipo 2, la ateroesclerosis, las enfermedades psiquiátricas, los trastornos neurológicos y otras enfermedades crónicas o degenerativas.
En qué medida ha ocurrido lo mismo en el caso de animales domésticos, como los perros (cuyos ancestros los cánidos existen desde hace 34 millones de años) y los gatos, y hasta qué punto el perfil de nutrientes de la dieta de sus antepasados (claramente carnívoros) es el óptimo, son objeto de estudio. Estos animales han evolucionado conjuntamente con los humanos, compartiendo la exposición a las mismas condiciones ambientales y la modificación de la alimentación ancestral, pasando a dietas ricas en cereales. Los alimentos comerciales para estas mascotas contienen sustancias que no pueden digerir o no digieren completamente, tales como tejidos animales de baja calidad (por ejemplo, huesos), fibras de origen vegetal y proteínas indigestas, que son un sustrato para la fermentación por la flora intestinal. También contienen altas cantidades de almidón procedente de los cereales y, si bien se ha demostrado que el perro doméstico ha desarrollado una mayor capacidad digestiva y de absorción del almidón que sus ancestros, no se conoce el impacto sobre la salud y la esperanza de vida de esta alta cantidad constante de glucosa absorbida por el perro. La capacidad del gato para digerir el almidón es menor que la del perro. Muchas de las enfermedades inflamatorias e inmunológicas que desarrollan los perros son provocadas por alteraciones de la flora intestinal como consecuencia de una dieta inadecuada o el uso de antibióticos, tales como enfermedades digestivas crónicas, alergias respiratorias, asma, enfermedades de la piel (especialmente dermatitis atópica) y trastornos autoinmunes. Junto a los humanos, los perros domésticos tienen la mayor diversidad fenotípica y enfermedades naturales conocidas de todos los mamíferos. Aproximadamente 400 enfermedades hereditarias similares a las de los humanos se caracterizan en los perros, incluidos trastornos complejos como cánceres, enfermedades cardiovasculares, enfermedades autoinmunes y trastornos neurológicos. Entre estos últimos, destaca especialmente la enfermedad de Alzheimer. Los perros muestran muchas similitudes con el deterioro cognitivo humano, incluyendo la acumulación en el cerebro de placas amiloides.

## Especies animales

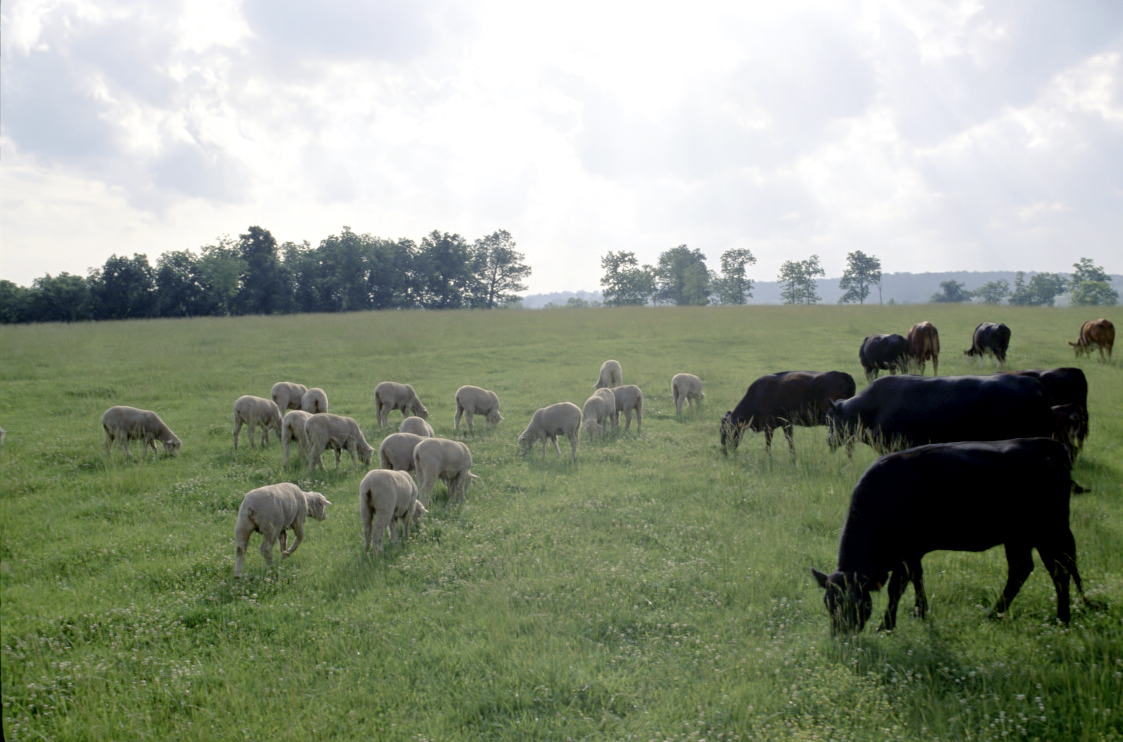
Ovejas y vacas estuvieron entre las especies más precozmente domesticadas.

La domesticación de animales —a excepción de la del perro, seguramente muy anterior, propia de sociedades cazadoras— fue simultánea a la de las especies vegetales. Las más extendidas hoy, ovino, bovino y caprino, proceden también de la zona del Creciente Fértil. La siguiente, decisiva para el desarrollo histórico, fue la del caballo en las estepas de Asia Central, papel que en otras zonas correspondió a los camélidos (dromedarios, camellos, llamas y alpacas). Las demás especies importantes se seleccionaron de entre todos los grupos zoológicos: mamíferos (destacándose el cerdo), aves, las más usuales denominadas de corral, como gallinas y patos, y otras como las palomas —para alimentación y uso colombofílico— y las rapaces —utilizadas en cetrería—, e incluso insectos (abeja —apicultura— y gusano de la seda —sericicultura—). La utilización ganadera de reptiles (como iguanas y cocodrilos) ha tenido menos extensión.
Algunas de las domesticaciones más recientes en términos históricos fueron la del gato —que se debió a la mutua utilidad para felinos y humanos de su presencia en los graneros del Antiguo Egipto, vulnerables a los roedores— y la del elefante —con fines económicos y bélicos en sus variedades asiática y africana, aunque el uso de esta última se ha perdido desde la Edad Antigua—.

## Especies microbianas
El aprovechamiento controlado de especies de tamaño microscópico —que no pueden considerarse animales ni vegetales— se produjo desde épocas muy tempranas, en las que se daba una biotecnología inconsciente pero eficaz: la ganadería microbiana de fermentos, levaduras y bacterias, que existe desde que existen el pan, los productos lácteos y las bebidas alcohólicas.